# Чугуевский, Леонид Захарович
Леонид Захарович Чугуевский (22 мая 1921 — 5 января 1965) — советский военнослужащий, заместитель командира 3-го стрелкового батальона 17-го гвардейского ордена Суворова стрелкового полка, 5-я гвардейская Городокская ордена Ленина Краснознамённая ордена Суворова стрелковая дивизия, 11-я гвардейская армия, 3-й Белорусский фронт. Герой Советского Союза (1945).

## Биография

### Ранние годы
Леонид Чугуевский родился 22 мая 1921 года в селе Верхняя Куренга Шелопугинский район Читинская область в казачьей семье бывших польских повстанцев 19 века. Его дядя Семён Чугуевский ст. урядник 1 Арг. каз. полка, 6 сот. Пос. Больше-Тонтойский Копунской ст-цы, в 1937 был репрессирован. Семья Чугуевских проживала в селе Большой Тонтой. Леонид окончил 10 классов. Работал водоспасателем районного общества водного транспорта. В армии с октября 1941 года. Окончил Новосибирское военно-пехотное училище. Был принят в КПСС.

### Участие в Великой Отечественной войне
С июля 1942 по 9 мая 1945 года Чугуевский нёс службу в рядах действующей армии. Принимал участие в боевых действиях на 1-м Прибалтийском и 3-м Белорусском фронтах в должности заместителя командира 3-го стрелкового батальона 17-й гвардейского стрелкового ордена Суворова полка, 5-й гвардейской стрелковой дивизии 11-й гвардейской армии. В ходе Восточно-Прусской наступательной операции штурмовал крепости Кёнигсберг (ныне Калининград) и Пиллау (ныне Балтийск). За время участия в боевых действиях был четыре раза ранен.
С 18 часов 25 апреля 1945 года 3-й стрелковый батальон 17-го гвардейского стрелкового полка гвардии майора Дорофеева А. В. в составе передового отряда десанта на автомобилях-амфибиях под непрерывном огнём противника форсировал пролив Зеетиф, соединяющий Балтийское море с заливом Фришес-Хафф, и высадился на косе Фрише-Нерунг. Батальон захватил плацдарм, отразил две контратаки противника и обеспечил успешную высадку второго эшелона батальона во главе с гвардии капитаном Чугуевским, отбил три контратаки противника, пленил около 480 немцев и обеспечил высадку остальных сил десантов полка подполковника Банкузова А. И. Батальон перерезал косу и соединился с десантом моряков Балтийского флота. В результате отступающие из Пиллау немцы (более 6000 человек) были отрезаны от основных частей и впоследствии капитулировали.
Указом Президиума Верховного Совета СССР от 29 июня 1945 года за участие в бою на косе Фрише-Нерунг и проявленные при этом мужество и героизм Леониду Чугуевскому было присвоено звание Героя Советского Союза. За бой на том плацдарме к званию Героя Советского Союза всего были представлены девять военнослужащих 3-го батальона 17-го гвардейского стрелкового полка.

### После войны
После войны Чугуевский окончил курсы усовершенствования командного состава и Военную академию тыла и транспорта в Ленинграде (1956). В 1957 году уволился в запас в звании майора.
5 января 1965 года Леонид Чугуевский умер от фронтовых ран. Похоронен в Ленинграде на Ново-Волковском кладбище.

## Награды
- Герой Советского Союза;
- орден Ленина;
- орден Отечественной войны I степени;
- орден Отечественной войны II степени;
- орден Красной Звезды;
- медаль «За боевые заслуги»;
- медаль «За победу над Германией в Великой Отечественной войне 1941—1945 гг.»;
- медаль «За взятие Кёнигсберга»;
- медаль «Ветеран Вооружённых Сил СССР»;
- медаль «30 лет Советской Армии и Флота»;
- юбилейная медаль «40 лет Вооружённых Сил СССР».

## Память
- Имя Чугуевского высечено золотыми буквами в зале Славы Центрального музея Великой Отечественной войны в Парке Победы город Москва.
- Мемориальная доска установлена в селе Тонтой (Шелопугинский район Читинская область)[3].

## В воспоминаниях современников
Под утро гвардейцы начали форсирование узкого пролива Зее-Тифф, отделявшего Пиллау от косы Фришес-Нерунг. В числе самых первых высадился штурмовой отряд 17-го гвардейского стрелкового полка 5-й гвардейской стрелковой дивизии, которым командовал капитан Л. З. Чугуевский. Офицер организовал успешное отражение трёх фашистских контратак. Временами положение отряда становилось критическим. За оружие пришлось взяться даже санитарам и связистам…

Так и не удалось немцам сбросить группу капитана Чугуевского в море. Отважные гвардейцы под его командованием обеспечили переправу остальных сил батальона, а затем и главных сил полка. Всем этим смельчакам было присвоено звание Героя Советского Союза.
— Герой Советского Союза  Маршал Советского Союза  Баграмян И.Х.  Так  шли мы к победе. -  М: Воениздат, 1977.- С.586.